# St. Magdalena (Feistritz an der Gail)

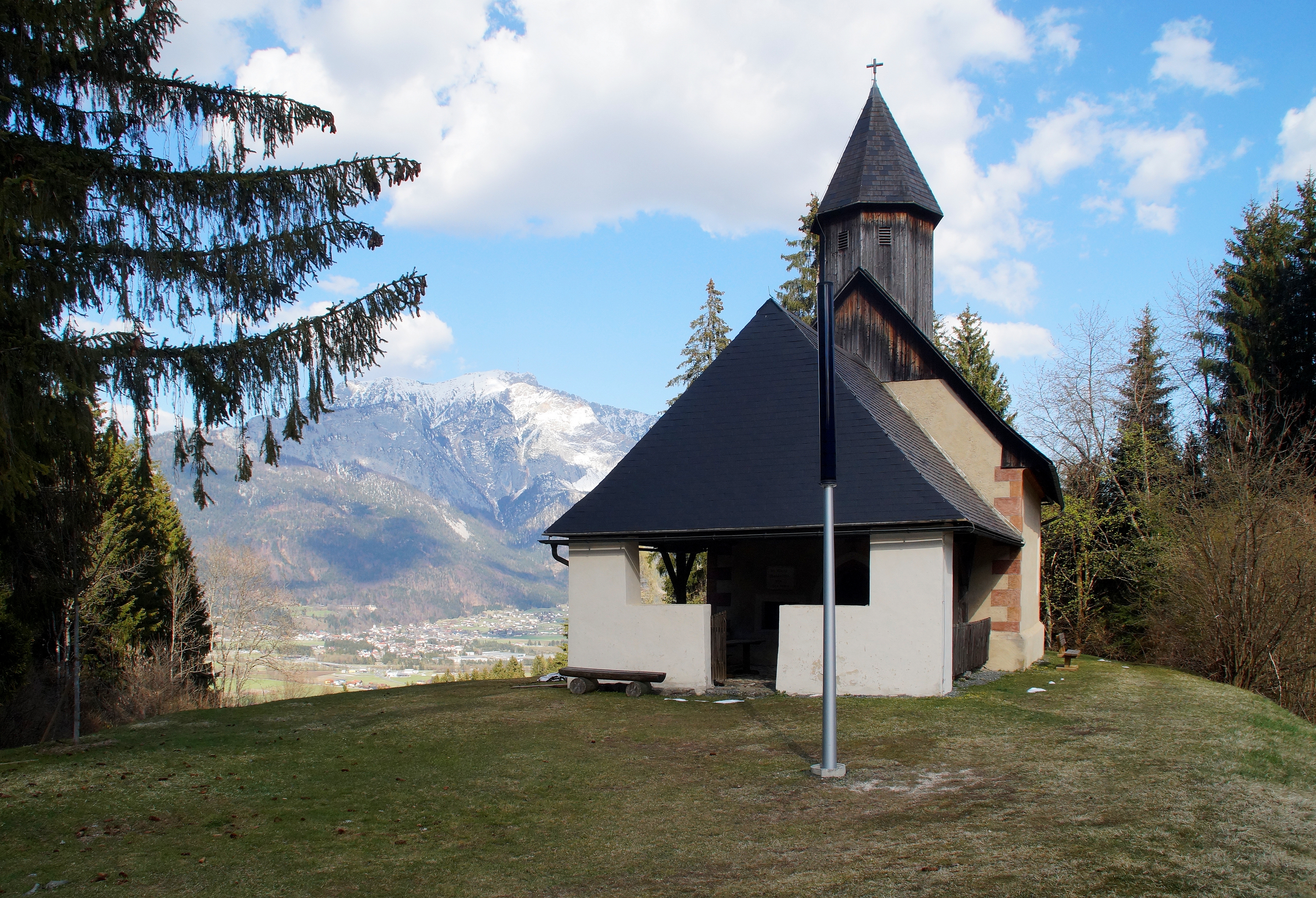
Feistritz an der Gail, St. Magdalena

Die Filialkirche hl. Magdalena in Feistritz an der Gail (slowenisch Sv. Magdalena pri Kapeli) ist ein römisch-katholischer Kirchenbau westlich von Feistritz an der Gail (slowenisch Bistrica na Zilji), einer zweisprachigen Südkärntner Gemeinde im Unteren Gailtal im Bezirk Villach-Land. Die Kirche gehört zum Dekanat Hermagor/Šmohor und trägt das Patrozinium der Hl. Magdalena. Sie steht unter Denkmalschutz (Listeneintrag).

## Geschichte
Die Filialkirche hl. Magdalena ist urkundlich 1501 belegt als Kapelle mit Messerlaubnis. Die heutige Kirche ist kleiner gotischer Bau des Andre Kanich von 1522. Laut Schematismus der Diözese Gurk aus 1917/18 bzw. laut der Pfarrkarte der Diözese Gurk aus 1924 wird die Filialkirche hl. Magdalena/sv. Magdalena pri kapeli als „slowenisch“ geführt, was auch das chronogramm (unten) sprachhistorisch kontextualisiert.

## Architektur

### Äußeres

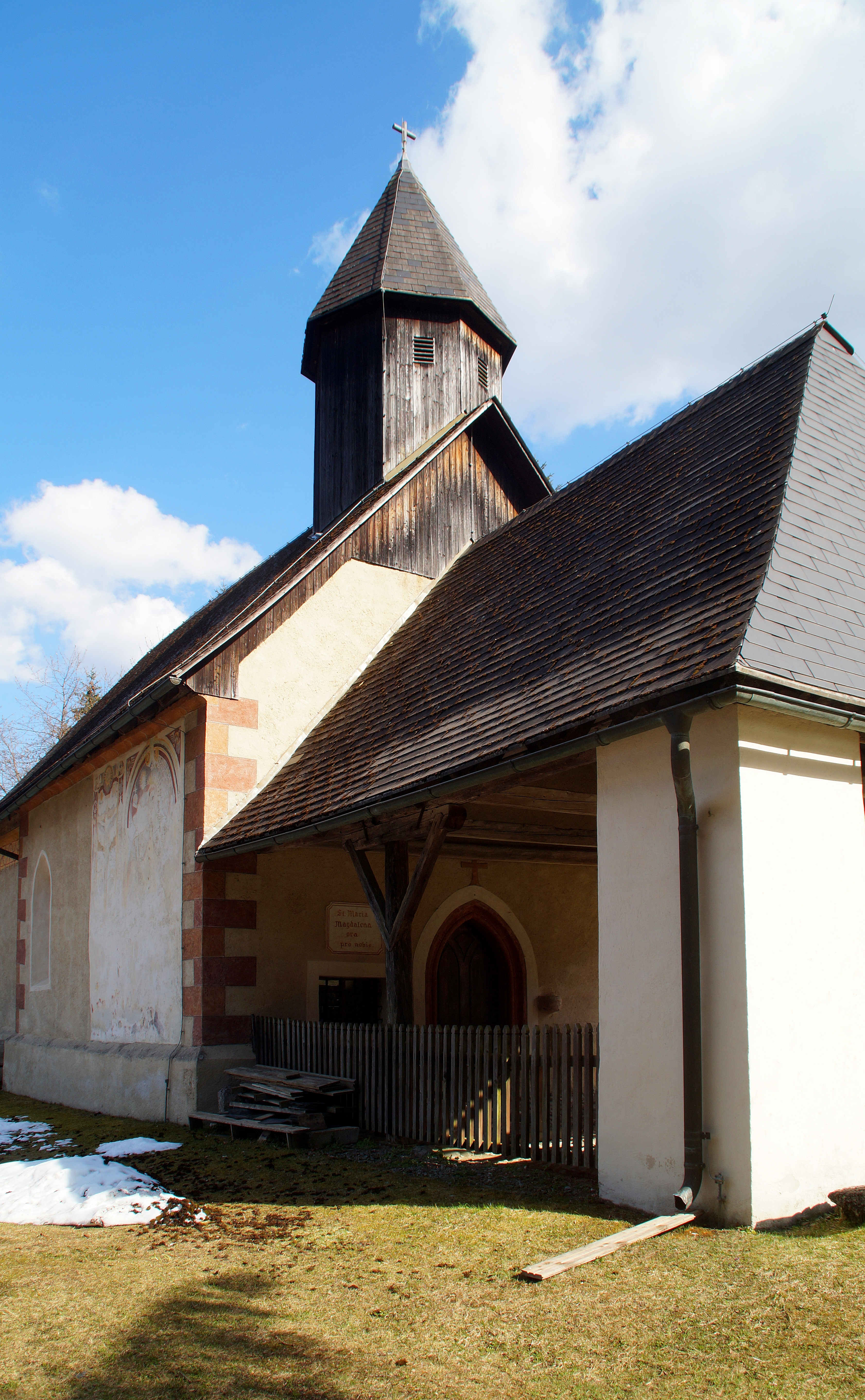
Feistritz an der Gail, St. Magdalena

Die kleine Filialkirche hoch über dem Tal mit Weitblick weist eine große offene Pfeilervorhalle auf. Der westliche achteckige hölzerne Dachreiter mit Spitzhelm ist erneuert. Am Langhaus nördlich und südlich ist je ein Spitzbogenfenster, der Chor eingezogen; zwei Spitzbogenfenster.

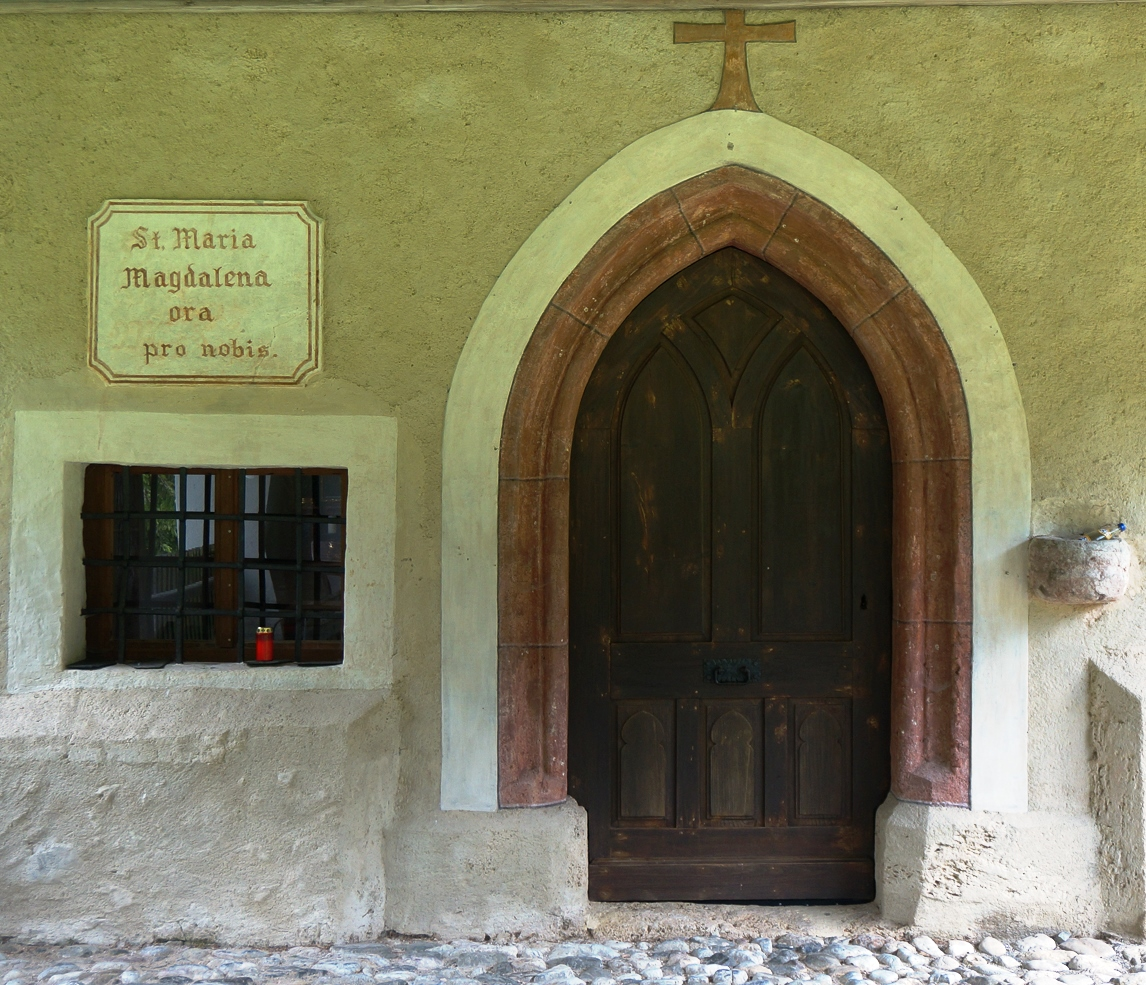
Eingang Kath. Filialkirche hl. Magdalena, Feistritz an der Gail, Kärnten

Das Westportal ist spitzbogig profiliert. Rechts daneben steht ein steinerner Weihwasserkessel, links die lateinische Inschrift „St. Maria Magdalena ora pro nobis“. An der Nordwand sind Fragmente von Wandmalerei erhalten: Kreuzigung und Christophorus, frühbarock (?) oder erste Hälfte 16. Jahrhundert.

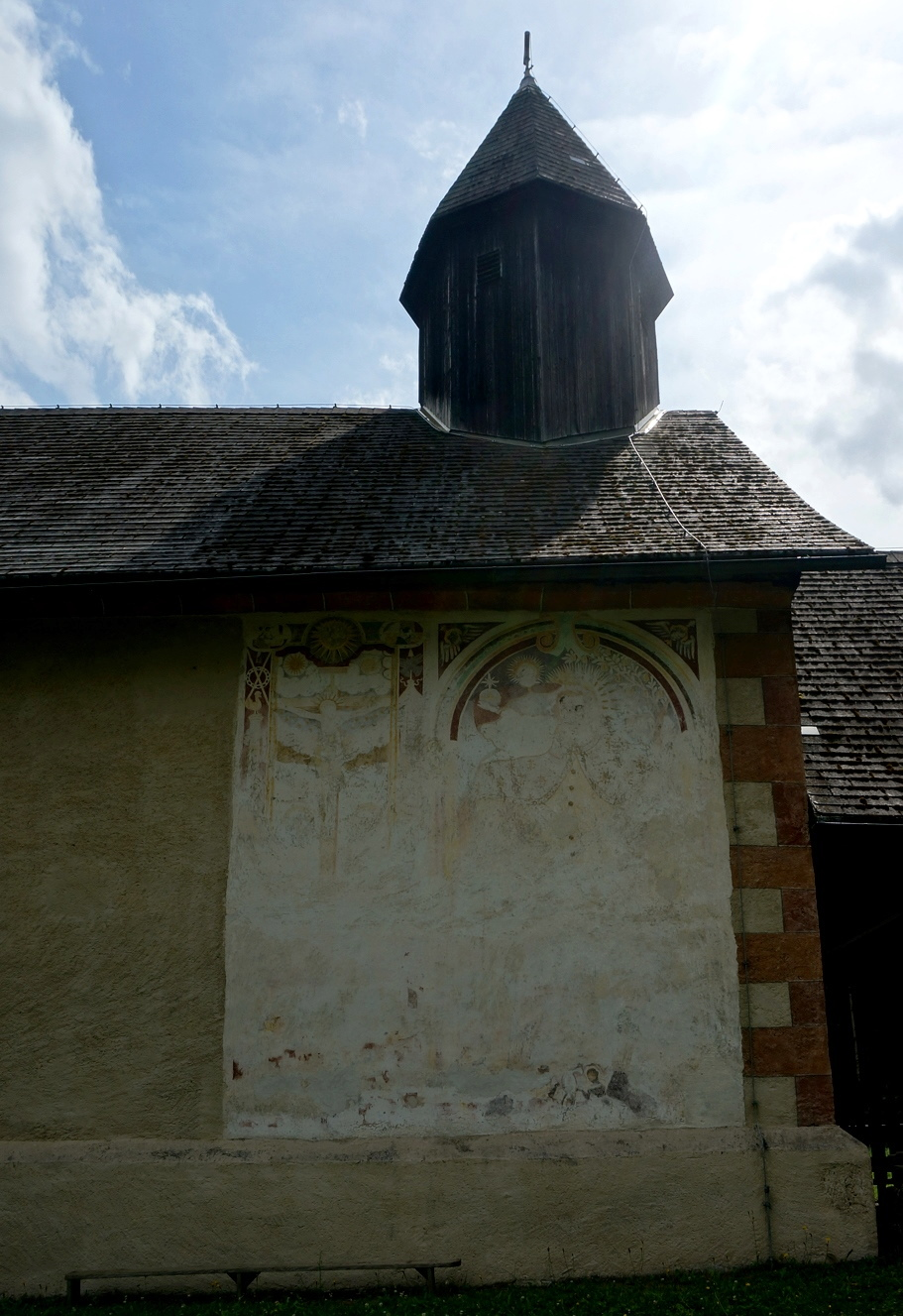
Freskenreste Kath. Filialkirche hl. Magdalena, Feistritz an der Gail, Kärnten

### Inneres
Das Langhaus ist dreijochig und weist ein Sternrippengewölbe auf halbrunden Vorlagen und runde Schlusssteine auf (zwei mit gemalten Steinmetzzeichen). Die Westempore ist hölzern ausgeführt. Der Triumphbogen ist eingezogen und spitzbogig gekehlt; darüber befindet sich die Bezeichnung 1522 und von Renovierungen 1803 und 1947. Der Chor ist zweijochig mit 3/8-Schluss, das Sternrippengewölbe ruht auf halbrunden Vorlagen. Die Kirche weist weiters runde und Wappenschlusssteine auf.
Die gemalte Inschrift an der Nordwand des Langhauses „Ich mayster andre kanich stamez von Eckh habe das pau verpracht – 1522“ ist sprach- und kulturhistorisch relevant, weil der im an sich deutschsprachigen Text verwendete Begriff der Berufsbezeichnung „stamez“ auf den lokalen bikulturellen Kontext hinweist, da es sich um das slowenische dialektale Lehnwort für Maurer handelt (štamc < *dt. stemmen).

## Ausstattung

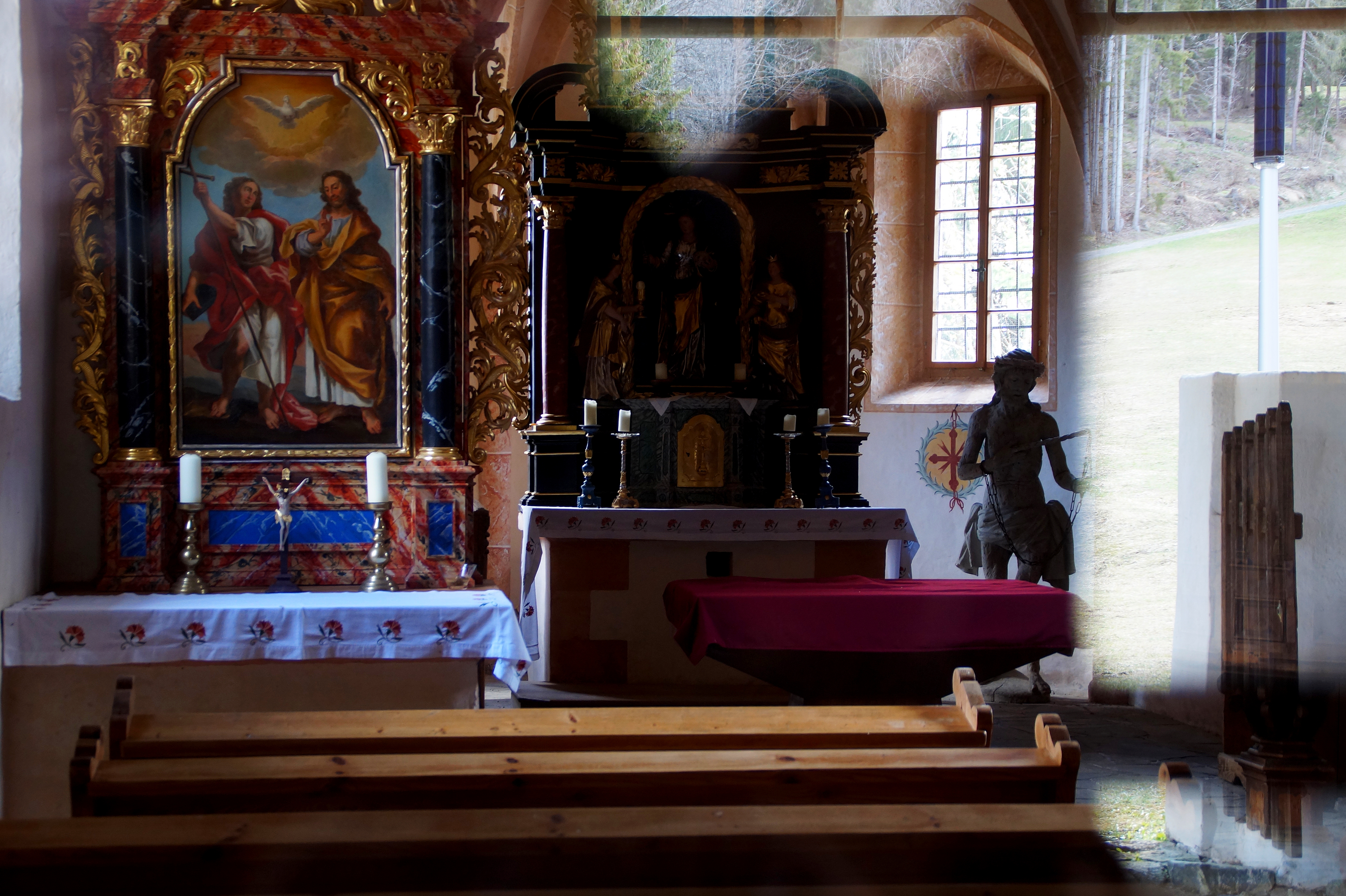
Feistritz an der Gail, St Magdalena

Der Hochaltar ist vom Anfang 18. Jahrhundert, die Mittelfigur stellt die hl. Magdalena dar, rechts und links sind Figuren der heiligen Katharina und Barbara. Der linke Seitenaltar ist vom Anfang 18. Jahrhundert, das Mittelbild zeigt die Heiligen Philipp und Judas Thaddäus (?), das Aufsatzbild den Unterricht Mariae. Der rechte Seitenaltar ist ebenso vom Anfang 18. Jahrhundert. Das Mittelbild stellt die Taufe Christi dar, das Aufsatzbild die Heiligen Leonhard und Laurentius.
Die Kanzel aus der Mitte 17. Jahrhundert (?) ist ungefasst. Der Beichtstuhl ist frühbarock. Die Betstühle und der barocke Orgelkasten sind vom Anfang des 18. Jahrhunderts. Die Konsolenfiguren: Maria unterm Kreuz ist barock, die hl. Magdalena aus der 2. Hälfte 17. Jahrhundert, der hl. Johannes der Täufer ist spätbarock. Das Kruzifix stellt einen großen barocken Christus in der Trauer dar. Das Bild der hl. Notburga ist spätbarock. Die Kreuzwegtäfelchen sind Ausdruck bäuerlicher spätbarocker Kunst.

## Das barocke Chronogramm

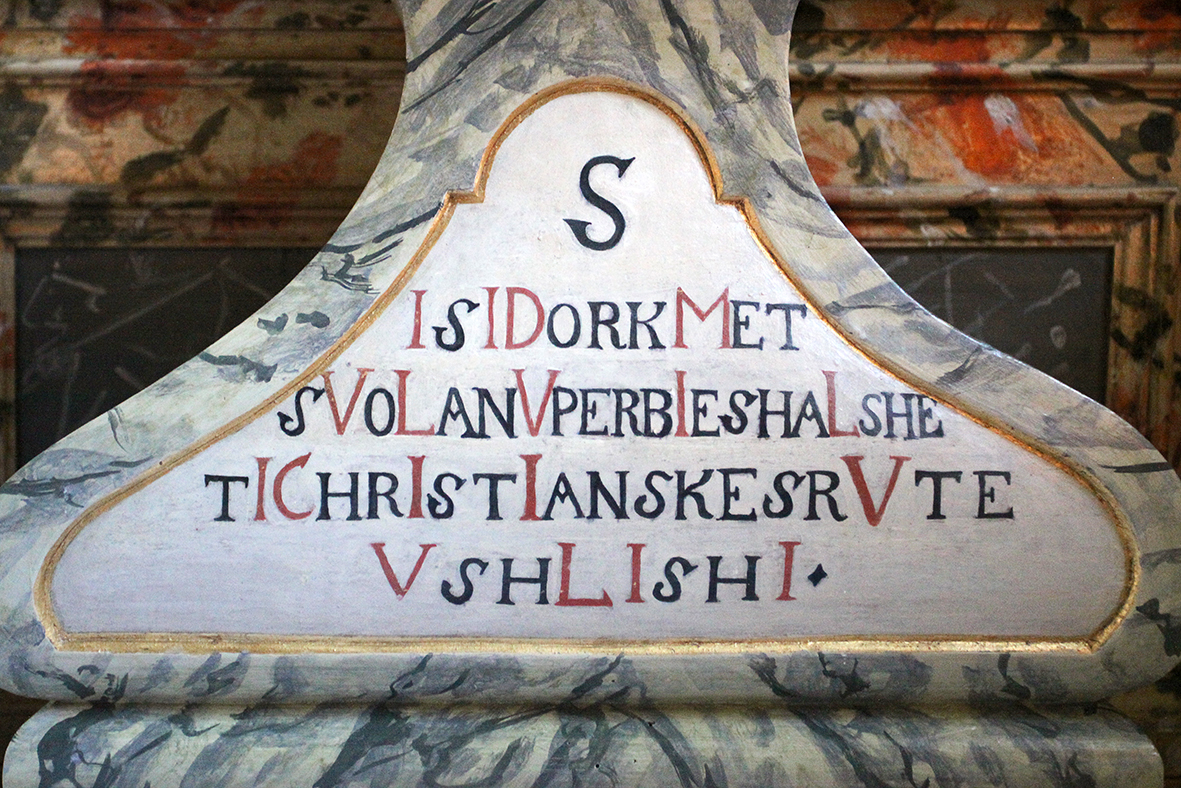
Chronogramm – Kapelle hl. Magdalena

Dehio 2001 weist zudem auf den Aufsatz zum Hauptaltar hin, wo es heißt: „Hochaltar A[nfang] 18. Jh.; im Aufsatz Bez[eichnung] mit Chronogramm 1729, Bez[zeichnung] bezieht sich jedoch auf einen Isidoraltar ; …“ Vilhar datiert es mit 1777, nach Dehio ist es aus 1729. (Ein Hinweis auf die slowenische Sprache und somit slowenische Kulturgeschichte fehlt bei Dehio).
Dieses Chronogramm lautet:
S // ISIDORKMET // SVOLANVPERBIESHALSHE // TICHRISTIANSKESRVTE // VSHLISHI
(= Sveti Izidor kmet svolan v perbieshalishe ti christianske srute uslishi – Übersetzung deutsch: Hl. Isidor der Bauer (auch Isidor von Madrid) auserwählt als Zuflucht, erhöre die armen Christen).
Die kulturgeschichtliche Bedeutung dieses und zweier weiterer Chronogramme in slowenischer Sprache in Kärnten aus dem 18. Jahrhundert liegt darin, dass Chronogramme an sich Ausdruck einer höfischen Sprachkultur und nach Graf (Werland folgend) ein »Kind der Renaissance, groß geworden in der Barockzeit« sind. In Kärnten sind slowenische Chronogramme aus dem 18. Jahrhundert in drei Kirchenbauten erhalten, zwei nördlich des Wörthersees und dieses im Gailtal. Ein weiteres Chronogramm ist aus dem 19. Jahrhundert und befindet sich in St. Ulrich/Šenturh bei Maria Rain auf der Sattnitz.
Die slowenischen bzw. slowenischsprachigen Chronogramme in Kärnten sind angesichts des sprachhistorischen Kontextes umso bemerkenswerter, als in der slowenischen regionalen Literatur- und Schriftsprache Mitte des 18. Jahrhunderts in der bedeutenden literarischen und von Autodidakten bzw. Volksdichtern getragenen Strömung des „bukovništvo“ noch Übersetzungen dominierten und erst gegen Ende des 18. Jahrhunderts die Strömung einen Höhepunkt im klassischen „bukovništvo“ mit Neukreationen erlebte (etwa mit Miha Andreaš (1762–1821), Andrej Šuster Drabosnjak (1768–1825), France Leder – Lisičjak (1833–1908)).
Zudem zählen die Chronogramme in der Filialkirche der hl. Magdalena in Feistritz an der Gail sowie in der Filialkirche Tibitsch und vom Freskenzyklus zur hl. Barbara in der Pfarrkirche St. Martin am Techelsberg zu den ältesten slowenischen Inschriften im öffentlichen Raum in Kärnten.